# Gaejeong-myeon
Gaejeong-myeon (koreanska: 개정면) är en socken i Sydkorea. Den ligger i kommunen Gunsan i provinsen Norra Jeolla, i den sydvästra delen av landet, 180 km söder om huvudstaden Seoul.